# Coppa Placci 2007
La Coppa Placci 2007, cinquantasettesima edizione della corsa e valida come evento dell'UCI Europe Tour 2007, si svolse l'8 settembre 2007, per un percorso totale di 197 km. La vittoria fu appannaggio dell'italiano Alessandro Bertolini, che completò il percorso in 5h09'52", precedendo il bielorusso Andrėj Kunicki e l'ucraino Volodymyr Zagorodny. 
I corridori che presero il via da Imola furono 124, mentre coloro che tagliarono il traguardo di San Marino furono 40. 

## Ordine d'arrivo (Top 10)
| Pos. | Corridore            | Squadra        | Tempo    |
| ---- | -------------------- | -------------- | -------- |
| 1    | Alessandro Bertolini | Diquigiovanni  | 5h09'52" |
| 2    | Andrėj Kunicki       | Acqua & Sapone | s.t.     |
| 3    | Volodymyr Zagorodny  | OTC Doors      | s.t.     |
| 4    | Paolo Bailetti       | LPR            | s.t.     |
| 5    | Kanstancin Siŭcoŭ    | Barloworld     | s.t.     |
| 6    | Santo Anzà           | Diquigiovanni  | s.t.     |
| 7    | Riccardo Chiarini    | LPR            | a 2"     |
| 8    | Pedro Arreitunandia  | Barloworld     | s.t.     |
| 9    | Alessandro Bertuola  | Tenax          | a 9"     |
| 10   | Tanel Kangert        | AG2R Prév.     | s.t.     |